# 政府模拟游戏
政府模拟游戏或政治模拟游戏是模拟国家全部或部分政府与政治环节的游戏。这类游戏常模拟地缘政治局势，国内政治政策制定，以及政治运动。这些游戏因不含或弱化军事战斗元素，因而和传统战争游戏不同。